# Mãe Detinha de Xangô
Valdete Ribeiro da Silva, Detinha de Xangô, Obá Gesin, (Salvador, 1928 - 2-3-2014), era uma sacerdotisa do Candomblé do terreiro de Candomblé Ilê Axé Opô Afonjá. 
Iniciada em 1971, por Ondina Valéria Pimentel (Mãezinha), foi um dos braços direitos de Mãe Stella no Ilê Axé Opô Afonjá.
Ela confeccionava bonecas sagradas vestidas como os Orixás, com todos os adereços e símbolos que fazem parte da sua caracterização.